# 上嘉川站
上嘉川站（日语：／ Kami-Kagawa eki */?）是位於山口縣山口市嘉川字野間5155番，屬於西日本旅客鐵道（JR西日本）的宇部線車站。

## 歷史
- 1925年（大正14年）3月26日 - 宇部鐵道（日语：宇部鉄道）小郡站（現時為新山口站）至本阿知須站（現時為阿知須站）之間開通，此站啟用。
  - 當時車站地址為山口縣吉敷郡嘉川村（日语：嘉川村）嘉川字野間。
- 1943年（昭和18年）5月1日 - 宇部鐵道被國有化。成為國有鐵道宇部東線車站。
- 1944年（昭和19年）4月1日 - 隨著山口市（第二次）成立，車站地址變為山口縣山口市嘉川字野間。
- 1948年（昭和23年）2月1日 - 宇部東線改名為宇部線，此站成為宇部線車站。
- 1987年（昭和62年）4月1日 - 伴隨國鐵分割民營化，車站由西日本旅客鐵道（JR西日本）營運。
- 2005年（平成17年）10月1日 - 隨著山口市（第三次）成立，車站地址變為山口縣山口市嘉川字野間。

## 車站構造

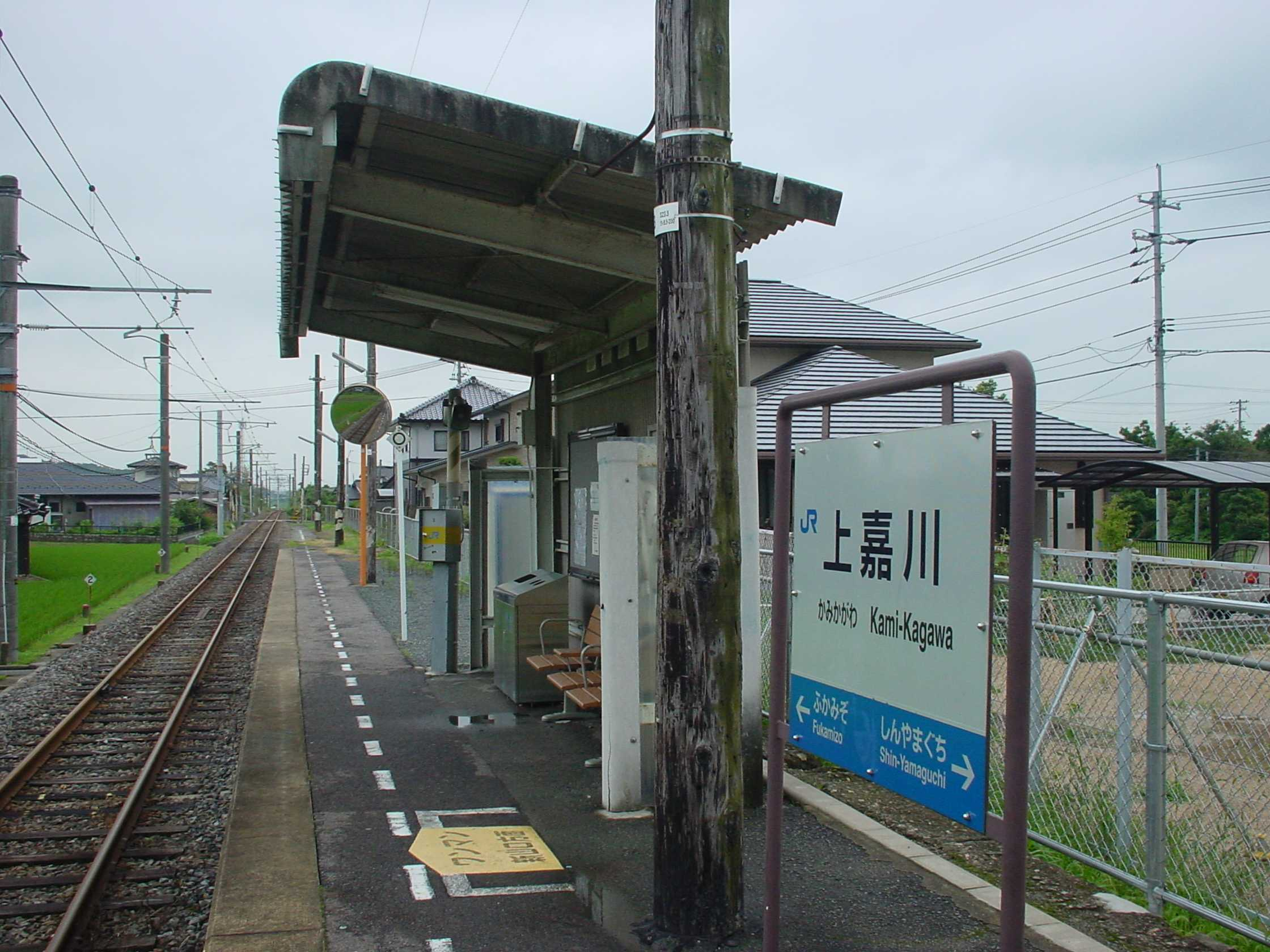
月台(2006年7月)

本站是地面車站，設有1面1線的單式月台。往宇部新川方向的列車會開啟右邊車門。此站沒有設置站房和自動售票機，車站出入口直接連接月台。本站是由山口地域鐵道部管理的無人車站。

## 車站周邊
- 西日本旅客鐵道山陽本線 嘉川站（西南方約1公里處）
- 國道2號、國道9號小郡道路（日语：小郡道路） 大原交匯處（日语：大原インターチェンジ (山口県)）
- 山口縣道335號江崎陶線（日语：山口県道335号江崎陶線）（前國道2號、國道9號）
- 山口縣道199號開作上嘉川停車場線（日语：山口県道199号開作上嘉川停車場線）

## 使用狀況
以下為近年使用人次：
| 乘車人次變化 | 乘車人次變化 |
| 年度         | 1日平均人次  |
| ------------ | ------------ |
| 1999         | 131          |
| 2000         | 121          |
| 2001         | 104          |
| 2002         | 89           |
| 2003         | 79           |
| 2004         | 55           |
| 2005         | 64           |
| 2006         | 60           |
| 2007         | 50           |
| 2008         | 49           |
| 2009         | 66           |
| 2010         | 68           |
| 2011         | 63           |
| 2012         | 52           |
| 2013         | 53           |
| 2014         | 49           |
| 2015         | 46           |
| 2016         | 52           |
| 2017         | 51           |
| 2018         | 56           |

## 相鄰車站
西日本旅客鐵道（JR西日本）
■宇部線
新山口－上嘉川－深溝

## 注腳
1. ↑  山口縣統計年鑑

## 外部連結
- 上嘉川｜車站資訊：JR出門網 - 西日本旅客鐵道（日語）